# Население Выборга
Выборг — второй (после Гатчины) по численности населению город в Ленинградской области и 14-й по населению в Северо-Западном федеральном округе.
| \| 1812 \| 1841 \| 1850 \| 1870 \| 1897[1] \| 1900 \| 1924 \| 1939[2] \| 1940 \| 1944 \| 1945 \| 1946 \| 1950 \| \| -------- \| -------- \| -------- \| -------- \| -------- \| -------- \| -------- \| -------- \| -------- \| -------- \| -------- \| -------- \| -------- \| \| 2893 \| ↗4737 \| ↗8618 \| ↗13 466 \| ↗23 500 \| ↗36 800 \| ↗51 480 \| ↗74 403 \| ↘38 000 \| ↘30 000 \| ↘2500 \| ↗16 414 \| ↗35 000 \| \| 1959[3] \| 1962[1] \| 1967[1] \| 1970[4] \| 1973 \| 1976 \| 1979[5] \| 1982[6] \| 1986[1] \| 1987[7] \| 1989[8] \| 1992[1] \| 1996 \| \| ↗51 088 \| ↗57 000 \| ↗65 000 \| ↗65 188 \| ↗68 000 \| ↗71 000 \| ↗75 573 \| ↗78 000 \| ↗81 000 \| →81 000 \| ↘80 924 \| ↘80 900 \| ↗81 200 \| \| 2000[1] \| 2001[1] \| 2002[9] \| 2003[1] \| 2005[1] \| 2006[10] \| 2008 \| 2009[11] \| 2010[12] \| 2011[13] \| 2012[14] \| 2013[15] \| 2014[16] \| \| ↘79 800 \| ↘79 300 \| ↘79 224 \| ↘79 200 \| ↘78 500 \| ↘77 900 \| ↘77 595 \| ↘77 569 \| ↗79 962 \| ↗80 075 \| ↗80 653 \| ↗80 896 \| ↘80 265 \| \| 2015[17] \| 2016[18] \| 2017[19] \| 2018[20] \| 2019[21] \| 2020[22] \| 2021[23] \| 2023[24] \| 2024[25] \| 2025[26] \| \| \| \| \| ↘79 897 \| ↘79 350 \| ↘78 457 \| ↘77 400 \| ↘76 389 \| ↘75 355 \| ↘72 530 \| ↘71 772 \| ↘71 279 \| ↘70 443 \| \| \| \| 10 000 20 000 30 000 40 000 50 000 60 000 70 000 80 000 90 000 1870 1940 1959 1976 1989 2002 2009 2014 2019 2025 |         |         |         |         |         |         |         |         |         |         |         |         |
| 1812 | 1841    | 1850    | 1870    | 1897    | 1900    | 1924    | 1939    | 1940    | 1944    | 1945    | 1946    | 1950    |
| 2893 | ↗4737   | ↗8618   | ↗13 466 | ↗23 500 | ↗36 800 | ↗51 480 | ↗74 403 | ↘38 000 | ↘30 000 | ↘2500   | ↗16 414 | ↗35 000 |
| 1959 | 1962    | 1967    | 1970    | 1973    | 1976    | 1979    | 1982    | 1986    | 1987    | 1989    | 1992    | 1996    |
| ↗51 088 | ↗57 000 | ↗65 000 | ↗65 188 | ↗68 000 | ↗71 000 | ↗75 573 | ↗78 000 | ↗81 000 | →81 000 | ↘80 924 | ↘80 900 | ↗81 200 |
| 2000 | 2001    | 2002    | 2003    | 2005    | 2006    | 2008    | 2009    | 2010    | 2011    | 2012    | 2013    | 2014    |
| ↘79 800 | ↘79 300 | ↘79 224 | ↘79 200 | ↘78 500 | ↘77 900 | ↘77 595 | ↘77 569 | ↗79 962 | ↗80 075 | ↗80 653 | ↗80 896 | ↘80 265 |
| 2015 | 2016    | 2017    | 2018    | 2019    | 2020    | 2021    | 2023    | 2024    | 2025    |         |         |         |
| ↘79 897 | ↘79 350 | ↘78 457 | ↘77 400 | ↘76 389 | ↘75 355 | ↘72 530 | ↘71 772 | ↘71 279 | ↘70 443 |         |         |         |

На 1 января 2025 года по численности населения город находился на 230-м месте из 1124 городов Российской Федерации.

## История

Городской пляж в 1930-х годах

После присвоения в 1403 году статуса города Выборг начал развиваться как крупный торговый центр. В городе увеличилось число богатых переселенцев из Любека, Гамбурга, Бремена и других ганзейских городов. Под влиянием этого факта с XVI века в быту горожан стали преобладать немецкие обычаи. Сохранились они и после перехода Выборга в состав России, когда более века Выборг находился под управлением русскоязычных и немецкоязычных чиновников, все школы и другие институты были немецкоязычными. Большей частью немцы-чиновники прибывали из Петербурга и прибалтийских провинций Российской империи, они не могли освоить традиционные языки, шведский и финский, магазины принадлежали, в основном, их родственникам, и ориентировались на торговлю с Европой. Эта ситуация не была пропорциональна этническому составу населения, ведь в 1812 году в Выборге проживало 2893 человека, немцев было 362, в основном купцов, шведов — 412, русских — 846, финнов — 1273. Единственная в 1832 году газета была немецкой. В 1841 в городе насчитывалось 4737 жителей, к 1850-м — 8618, в 1870 уже 12374 жителя и 1092 солдата. Со времён взятия Выборга русскими войсками значительную часть населения города составлял военный гарнизон. В 1870 году по-фински говорило 55,12 % жителей города, по-русски — 19,44 % (включая военных), по-шведски — 18,12 %, по-немецки — 4,81 %, на других языках — 2,51 %. В 1900 жителей 36808, финнов — 27000, шведов — 3200, русских и немцев — 6500, военных — 2424. В городе наблюдалась наибольшая концентрация русских в дореволюционной Финляндии.
В 1939 году Выборг являлся вторым по населению городом в Финляндии (74,4 тысячи жителей). Во время Советско-финской войны в 1939-40 годах население города в полном составе эвакуировалось в центральные районы Финляндии, восточная часть финской Карелии вместе с Выборгом перешла к СССР, и была заселена переселенцами из РСФСР, БССР и УССР. В 1941 году, в ходе наступления финской армии, Выборг вновь оказался под юрисдикцией Финляндии, а советские переселенцы, эвакуированные из оставленного города в Ленинград, впоследствии оказались вместе с ленинградцами в блокаде. В Выборг возвращается часть эвакуированных финских жителей, однако их планы по восстановлению города в составе Финляндии так и остаются неосуществлёнными. В 1944 году, после наступательной операции на Карельском перешейке, Выборг вновь заняли советские войска, и началось его новое заселение.

## Современность
Демографическая ситуация характеризуется естественной убылью населения. В 2009 году родилось 766 человек, а умерло — 1166. Однако в то же время имеет место миграционный прирост: прибыло в город 1210 человек, покинули город 588 человек.
Возрастная структура населения (2008):
- дети до 18 лет — 17,4 %;
- экономически активное население — 54,4 %;
- неработающее население — 1,2 %;
- пенсионеры — 27,0 %.

Половой состав населения (2002):
- мужчины — 46,1 %;
- женщины — 53,9 %.

По национальному составу большинство населения города — русские.
Экономически активное население составляет 42 600 человек. Уровень безработицы составляет 0,45 %. Имеет место превышение числа вакансий над числом безработных.